# Samuel Manetoali
Samuel Manetoali, né le 24 janvier 1969, est un homme politique salomonais. Il n'est membre d'aucun parti politique, siégeant sans étiquette au Parlement national.
Titulaire d'une licence de droit de l'Université de Tasmanie, il exerce comme avocat aux Salomon. Il est élu député pour la première fois lors des élections législatives d'avril 2006. En mai, le Premier ministre Manasseh Sogavare le nomme ministre de la Justice. Il démissionne en mars 2007. Le 21 décembre 2007, le nouveau Premier ministre Derek Sikua le nomme ministre de la Police et de la Sécurité nationale, poste qu'il conserve jusqu'au 5 mai 2009, lorsqu'il devient ministre des Terres et du Logement. À la suite des élections de 2010, ayant conservé son siège de député, il fait partie de la majorité parlementaire du nouveau Premier ministre Danny Philip, qui le nomme ministre de la Culture et du Tourisme le 27 août. Il conserve ce poste durant toute la législature qui s'achève avec les élections de 2014. Réélu député, il est nommé le 15 décembre ministre de l'Environnement, du Changement climatique, de la Gestion des désastres naturels, de la Protection de la nature, et de la Météorologie par le nouveau Premier ministre Manasseh Sogavare.